# Spelaeochthonius dentifer
Espèce
Synonymes
- Allochthonius dentifer Morikawa, 1970

Spelaeochthonius dentifer est une espèce de pseudoscorpions de la famille des Pseudotyrannochthoniidae.

## Distribution
Cette espèce est endémique du Gangwon en Corée du Sud. Elle se rencontre à Changseong dans la grotte Yong'yeon-gul.

## Description
Le mâle holotype mesure 2,32 mm et la femelle paratype 2,41 mm.
Le mâle décrit par You, Yoo, Harvey et Harms en 2022 mesure 1,83 mm.

## Systématique et taxinomie
Cette espèce a été décrite sous le protonyme Allochthonius dentifer par Morikawa en 1970. Elle est placée dans le genre Pseudotyrannochthonius par Harvey en 1991 puis dans le genre Spelaeochthonius par You, Yoo, Harvey et Harms en 2022.

## Publication originale
- Morikawa, 1970 : « Results of the speleological survey in South Korea 1966. XX. New pseudoscorpions from South Korea. » Bulletin of the National Science Museum of Tokyo, vol. 13, no 2, p. 141-148.